# Campionati europei di triathlon long distance del 2008
I Campionati europei di triathlon long distance del 2008 (XV edizione) si sono tenuti a Gérardmer, Francia in data 6 settembre 2008.
Nella gara maschile ha vinto il britannico Joseph Gambles, mentre in quella femminile la bielorussa Natallia Barkun.

## Risultati

### Élite uomini
| Pos. | Nome               | Paese       | Nuoto    | Bici     | Corsa    | Totale   |
| ---- | ------------------ | ----------- | -------- | -------- | -------- | -------- |
|      | Joseph Gambles     | Regno Unito | 00:52:10 | 03:27:17 | 01:55:58 | 06:18:04 |
|      | Paul Amey          | Regno Unito | 00:52:11 | 03:26:52 | 02:01:25 | 06:22:32 |
|      | Xavier Le Floch    | Francia     | 00:00:00 | 00:00:00 | 00:00:00 | 06:23:33 |
| 4    | Gilles Reboul      | Francia     | 00:52:53 | 03:28:21 | 02:04:04 | 06:27:05 |
| 5    | Jimmy Johnsen      | Danimarca   | 00:53:15 | 03:42:57 | 01:59:24 | 06:37:27 |
| 6    | Frederic Kohl      | Austria     | 00:52:12 | 03:32:12 | 02:12:22 | 06:38:54 |
| 7    | Rasmus Ahlfors     | Danimarca   | 00:55:30 | 03:33:11 | 02:07:51 | 06:38:57 |
| 8    | Matteo Annovazzi   | Italia      | 00:55:53 | 03:39:57 | 02:02:05 | 06:40:02 |
| 9    | Romain Guillaume   | Francia     | 00:52:09 | 03:33:07 | 02:13:59 | 06:41:06 |
| 10   | Filip Kristl       | Slovacchia  | 00:53:26 | 03:38:02 | 02:09:51 | 06:42:54 |
| 11   | Jan Vodehnal       | Rep. Ceca   | 00:58:03 | 03:39:55 | 02:03:02 | 06:43:33 |
| 12   | Petr Vabrousek     | Rep. Ceca   | 00:57:17 | 03:41:40 | 02:03:02 | 06:43:42 |
| 13   | Tomas Petr         | Rep. Ceca   | 00:53:10 | 03:42:16 | 02:10:41 | 06:48:34 |
| 14   | Leonardo Simoncini | Italia      | 00:55:25 | 03:44:33 | 02:12:10 | 06:54:20 |
| 15   | Teemu Lemmettyla   | Finlandia   | 01:00:46 | 03:45:27 | 02:09:06 | 06:57:45 |
| 16   | Tomas Bednar       | Rep. Ceca   | 00:53:12 | 03:51:41 | 02:11:41 | 06:59:06 |
| 17   | Finn Kaczmarek     | Danimarca   | 00:57:42 | 03:53:49 | 02:06:23 | 07:00:13 |
| 18   | Gabriele Pertusati | Italia      | 00:52:17 | 03:54:30 | 02:13:38 | 07:02:49 |
| 19   | Esben Hovgaard     | Danimarca   | 00:55:48 | 03:42:09 | 02:24:44 | 07:05:12 |
| 20   | Jens Koefoed       | Danimarca   | 00:55:14 | 03:36:15 | 02:36:30 | 07:10:03 |
| 21   | Bjarne Moeller     | Danimarca   | 01:02:20 | 03:58:26 | 02:13:29 | 07:16:15 |

### Élite donne
| Pos. | Nome                | Paese         | Nuoto    | Bici     | Corsa    | Totale   |
| ---- | ------------------- | ------------- | -------- | -------- | -------- | -------- |
|      | Natallia Barkun     | Bielorussia   | 00:57:21 | 03:52:52 | 02:11:39 | 07:04:35 |
|      | Delphine Pelletier  | Francia       | 00:00:00 | 00:00:00 | 00:00:00 | 07:07:44 |
|      | Nicole Klingler     | Liechtenstein | 01:07:05 | 03:55:25 | 02:18:36 | 07:23:29 |
| 4    | Sara Sig            | Danimarca     | 01:02:09 | 04:07:38 | 02:13:36 | 07:26:33 |
| 5    | Merja Kiviranta     | Finlandia     | 00:57:10 | 04:06:30 | 02:25:23 | 07:34:22 |
| 6    | Dagmar Matthes      | Germania      | 00:59:34 | 04:15:20 | 02:24:36 | 07:42:42 |
| 7    | Eva Novakova        | Rep. Ceca     | 00:55:13 | 04:12:36 | 02:35:40 | 07:46:29 |
| 8    | Francoise Wellekens | Belgio        | 01:08:25 | 04:10:43 | 02:25:58 | 07:49:45 |